# تپه ده‌سوراران ۱۷
تپه ده سوراران ۱۷ مربوط به دوران فرادیرینه‌سنگی است و در شهرستان کرمانشاه، بخش مرکزی، دهستان دورود فرامان، ۶۰۰ متری جنوب شرق روستای ده سواران واقع شده و این اثر در تاریخ ۱۸ اسفند ۱۳۸۷ با شمارهٔ ثبت ۲۴۸۹۴ به‌عنوان یکی از آثار ملی ایران به ثبت رسیده است.